# Ферберн (Јужна Дакота)
Ферберн (енгл. Fairburn) град је у америчкој савезној држави Јужна Дакота.

## Демографија
По попису из 2010. године број становника је 85, што је 5 (6,3%) становника више него 2000. године.
| Група             | 2000.      | 2010.      |
| Белци             | 79 (98,8%) | 77 (90,6%) |
| Афроамериканци    | 1 (1,3%)   | 2 (2,4%)   |
| Азијати           | 0 (0,0%)   | 0 (0,0%)   |
| Хиспаноамериканци | 0 (0,0%)   | 1 (1,2%)   |
| Укупно            | 80         | 85         |